# Solenopsis substituta
Solenopsis substituta är en myrart som beskrevs av Santschi 1925. Solenopsis substituta ingår i släktet eldmyror, och familjen myror. Inga underarter finns listade i Catalogue of Life.